# Gustaf Bolander
Carl Gustaf Bolander, född den 21 oktober 1848 i Göteborg, död 11 november 1908, var en svensk grosshandlare, verksam i Göteborg.

## Biografi
Föräldrar var tullförvaltaren G.F. Bolander och Ida von Gegerfelt. Efter att ha genomgått Meijerbergska skolan var Bolander kontorsanställd under sju år och företog även resor i England där han fick förtrogenhet med modern maskinteknik. Därefter grundade han 1872 Gust. Bolander & Co, som bedrev grosshandel med maskiner och maskintillbehör för industri och hantverk. Han bidrog även till uppkomsten av flera industrier såsom Bohus mekaniska verkstads AB, AB Bazar med Bazar Alliance och AB Göteborgs Arkader. År 1880 blev han Greklands konsul.
Bolander var intresserad av sport och idrott och i flera år ordförande för Göteborgs idrottsklubb och Göteborgs skyttegille liksom även för Göteborgs schackklubb.
Han gifte sig 1889 med norskan Asta Graah (1861-1908).